# Apadana

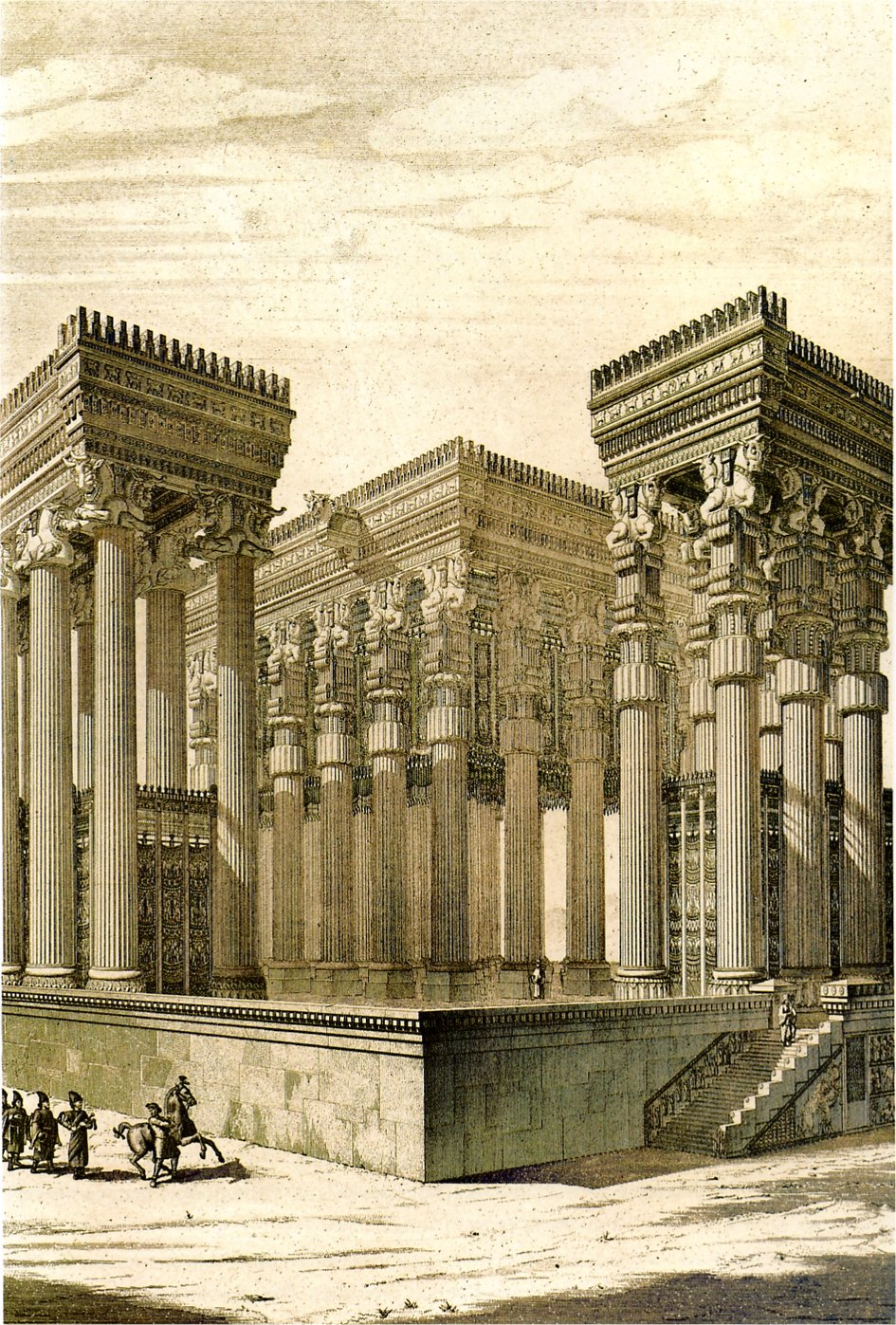
Apadanan i Persepolis, rekonstruerad av Charles Chipiez 1884

Apadana var perserkonungarnas kolonnförsedda audienshall (hypostyl), till exempel i Persepolis.